# Hrabstwo Elk (Pensylwania)
Hrabstwo Elk – hrabstwo w USA, w stanie Pensylwania. Założone 18 kwietnia 1843. Według danych z 2010 roku, hrabstwo liczyło blisko 32 tys. mieszkańców. Największym miastem jest St. Marys.

## Sąsiednie hrabstwa
- Hrabstwo McKean – północ
- Hrabstwo Cameron – wschód
- Hrabstwo Clearfield – południe
- Hrabstwo Jefferson – południowy zachód
- Hrabstwo Forest – zachód
- Hrabstwo Warren – północny zachód

## Religia
Jest to najbardziej katolickie hrabstwo w stanie Pensylwania, gdzie 70,4% populacji deklaruje członkostwo w Kościele katolickim. 
17,6% populacji jest członkami kościołów protestanckich, takich jak: Zjednoczony Kościół Metodystyczny (7,1%), Kościół Ewangelicko-Luterański w Ameryce (4,3%), Zjednoczony Kościół Chrystusa (1,6%), Kościół Prezbiteriański USA (1,1%), Chrześcijański i Misyjny Sojusz (0,78%), oraz wielu innych. 
Siódmym co do wielkości jest mormoński Kościół Jezusa Chrystusa Świętych w Dniach Ostatnich (0,7%). W hrabstwie znajduje się także 1 zbór świadków Jehowy.